# Radim Kořínek
Radim Kořínek (nascido em 1 de dezembro de 1973) é um ex-ciclista tcheco que competiu representando seu país em duas edições dos Jogos Olímpicos.
Resultados
| Jogos              | Idade | Cidade | Esporte  | Evento                    | Equipe           | NOC | Posição | Medalha |
| Olimpíadas de 2000 | 26    | Sydney | Ciclismo | Contrarrelógio individual | República Tcheca | CZE |         |         |
| Olimpíadas de 2000 | 26    | Sydney | Ciclismo | cross-country             | República Tcheca | CZE | 29      |         |
| Olimpíadas de 2004 | 30    | Atenas | Ciclismo | cross-country             | República Tcheca | CZE | 22      |         |